# Basileus
Basileus (Grekiska βασιλεύς) är en titel som i det antika Grekland närmast motsvarade kung. Femininformen (drottning) var basilinna eller basilissa.
Under mykensk tid kallades konungen wanax (anax på homerisk grekiska), medan gwasilēs var lokala ståthållare. Under Greklands mörka århundraden föll de mykenska palatsväldena och basileus ersatte anax som titeln för den främste makthavaren de grekiska stadsstaterna (poleis). Basilēs var inga envåldshärskare utan snarast "främst bland likar" inom stadsstaternas aristokrati. (Envåldshärskare, som ofta tillsattes med folkligt stöd, kallades för tyranner.) Sparta hade två basilē, vilka var överbefälhavare för krigsmakten. I Aten användes titeln om den andre arkonten, som ansvarade för de religiösa funktionerna.
De makedonska härskarna (Filip, Alexander och diadokerna) gav titeln en mer kunglig eller kejserlig prägel, och på grekiska kom de romerska kejsarna att kallas basileus jämte titlar som kaisar (caesar), sebastos (augustus) och autokrator (imperator); detta i motsats till det latinska språkområdet, där rex aldrig användes om kejsarna. Titeln användes senare i det Bysantinska riket och blev där den vanligaste titeln för kejsarna. Efter Konstantinopels fall återupplivades titeln när Otto I blev vasilefs (nygrekiskt uttal) av kungariket Grekland.
Av basileus kommer ord som basilika och basilisk, samt namn som Basil och Vasilij.